# 농장

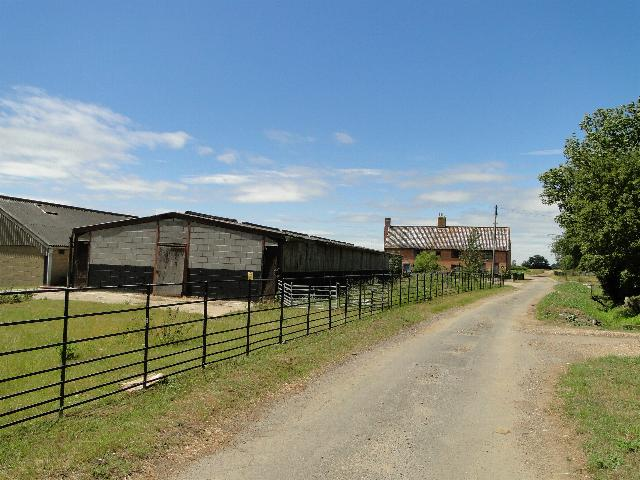
잉글랜드의 농장

농장(農場)은 주로 음식, 섬유, 연료를 생산하고 관리할 목적으로 농지, 집, 농기구, 가축, 노동력 등을 갖추어 농업을 경영하는 곳이다. 식량 생산을 위한 기초 시설로 간주된다. 목장, 과수원, 플렌테이션과 부동산이 포함된다. 현대 들어 이 용어는 풍력발전지대, 수산양식농장 등 산업시설을 포함한다.

## 같이 보기
- 농업
- 집약적 축산
- 플랜테이션
- 목장
- 농촌
- 농촌 이탈
- 소농

## 참고 자료
- Adams, Jane H. (July 1988). “The Decoupling of Farm and Household: Differential Consequences of Capitalist Development on Southern Illinois and Third World Family Farms”. 《Comparative Studies in Society and History》 30 (3): 453–482. doi:10.1017/S0010417500015334. S2CID 154381479.
- Gregor, Howard F. (July 1969). “Farm Structure in Regional Comparison: California and New Jersey Vegetable Farms”. 《Economic Geography》 45 (3): 209–225. doi:10.2307/143091. JSTOR 143091.